# Roberto López
Roberto López Alcaide (* 24. April 2000 in Saragossa) ist ein spanischer Fußballspieler, der bei Real Sociedad San Sebastián unter Vertrag steht und momentan an CD Mirandés ausgeliehen ist.

## Karriere

### Verein
Roberto López begann seine fußballerische Ausbildung ca. 250 Kilometer von seiner Geburtsstadt entfernt, bei Real Sociedad San Sebastián, wo er bis 2018 in der Jugend aktiv war. 2018/19 machte er 28 Spiele und sieben Tore für die zweite Mannschaft. Außerdem stand er Anfang Oktober 2018 einmal im Kader der Profimannschaft und gab im Januar 2019 sein Debüt, als er beim 3:2-Sieg über Espanyol Barcelona eingewechselt wurde.  In der Folgesaison war er erneut Stammspieler in der zweiten Mannschaft und kam zu 26 Spielen und sieben Toren. Außerdem wurde er in der Profimannschaft dreimal eingewechselt. In der Saison 2020/21 wurde er regelmäßig bei den Profis eingewechselt und erhielt im September 2020 einen Vertrag bei diesen. In der Saison wurde er zweimal in der Europa League und bis zum Jahreswechsel 14 Mal in der Primera División eingewechselt. Sein erstes Tor in der spanischen Erstklassigkeit schoss er beim 1:1 gegen Real Valladolid am ersten Spieltag, als er in der 60. Minute den Ausgleich durch einen direkten Freistoß schoss. Insgesamt spielte er 2020/21 17 Mal in der Liga, wobei er dreimal traf. Die folgende Saison verbrachte López wieder bei der Reservemannschaft und schoss dort in der Segunda División vier Tore in 28 Spielen. Im Sommer 2022 wurde er dann für ein Jahr an den Zweitligisten CD Mirandés verliehen.

### Nationalmannschaft
Von 2018 bis 2021 absolvierte López insgesamt elf Partien für diverse spanische Jugendnationalmannschaften und erzielte dabei drei Treffer in insgesamt elf Partien.